# Lamprosema lucillalis
Lamprosema lucillalis is een vlinder uit de familie van de grasmotten (Crambidae), uit de onderfamilie van de Spilomelinae. De wetenschappelijke naam van deze soort is voor het eerst gepubliceerd in 1958 door Pierre Viette.
De soort komt voor in Madagaskar.